# The Ashley Book of Knots
O Livro de Ashley sobre Nós, publicado originalmente em 1944, é até hoje a principal referência sobre nós em cordames e cabos.  Com mais de sete mil ilustrações, descreve mais de três mil nós e variações.  Seu autor é Clifford Ashley.